# Alicja w Krainie Czarów (film 1903)
Alicja w krainie czarów (ang. Alice in Wonderland) – brytyjski krótkometrażowy film niemy z 1903 roku w reżyserii Cecila M. Hepwortha oraz Percy’ego Stowa.

## Obsada
Źródło: Filmweb
- May Clark – Alicja
- Mrs. Hepworth –
  - Biały Królik,
  - Królowa Kier
- Norman Whitten –
  - Ryba,
  - Szalony Kapelusznik
- Cecil M. Hepworth – Żaba
- Stanley Faithfull – Karta
- Geoffrey Faithfull – Karta